# Cergio Prudencio
Cergio Prudencio (La Paz, Bolivia, 1955) es un compositor, director de orquesta, docente, investigador y funcionario público boliviano. Desde el 20 de noviembre de 2020 es Viceministro de Interculturalidad de Bolivia en el ministerio de Culturas, Descolonización y Despatriarcalización con Sabina Orellana Cruz al frente del ministerio.
Como compositor se caracteriza por el uso de la música autóctona boliviana, así como en integrar los temas de identidad e interculturalidad en su música. Fue el fundador y director titular de la Orquesta Experimenal de Instrumentos Nativos (OEIN) y de 2016 a marzo de 2020 asumió la presidencia del Consejo de Administración de la Fundación Cultural del Banco Central de Bolivia.

## Biografía
Cergio Prudencio nació en 1955, en la Paz, Bolivia.

### Carrera musical

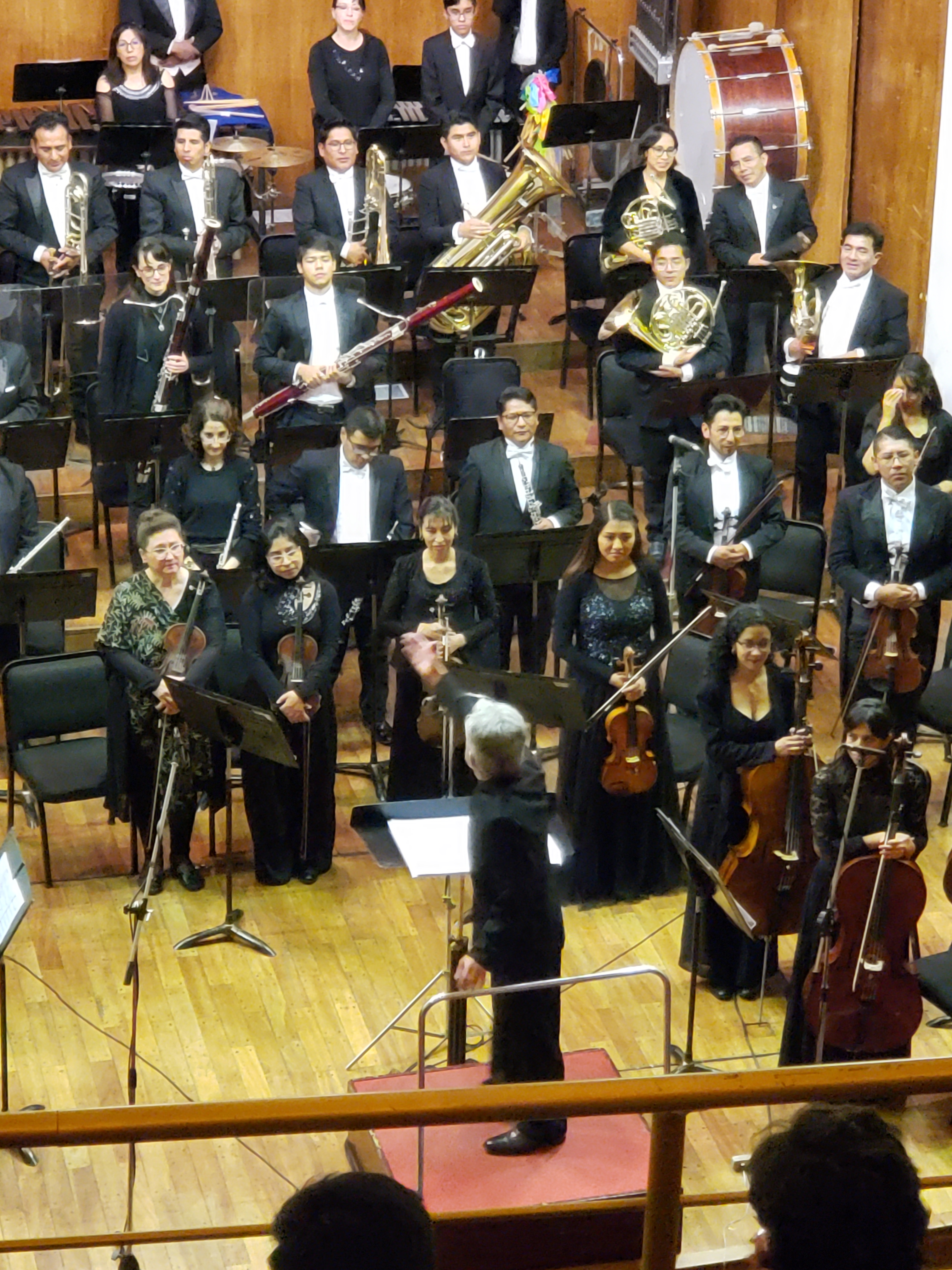
Prudencio dirigiendo la Orquesta Sinfónica Nacional.

Hizo estudios en composición y dirección orquestal en la Universidad Católica Boliviana de 1973 a 1978, también participó en los Cursos latinoamericanos de música contemporánea en la década de 1980. También tuvo estudios de guitarra clásica, flauta traversa, piano y percusión.
Una de sus contribuciones más relevantes fue la creación y dirección de la Orquesta Experimental de Instrumentos Nativos (OEIN), con la cual ha plasmado una mezcla de los recursos ancestrales con una estética contemporánea. La orquesta se ha presentado en escenarios de Argentina, Australia, Alemania, Colombia, México, Polonia, Suiza, Italia, Uruguay y Corea.
Como compositor, también suele trabajar con instrumentos tradicionales y con dotaciones instrumentales convencionales, ensambles de cámara, instrumentos solistas, música sinfónica, ópera, electroacústica. Su obra se ha presentado en diversos festivales, como el de Perth, en 1996, el de la Fundación Pro Helvética de Suiza, en 1997; el Destival de Donaueschingen en 1999; entre otros.
Ha trabajado en la creación de música para más de cuarenta filmes, para teatro, video y danza.

### Orquesta Experimental de Instrumentos Nativos (OEIN)
Prudencio funda la orquesta a partir de distintos referentes musicales; en principio la música aimara de Bolivia, la cual estaba presente y vigente en los entornos paceños. Asimismo, previamente surgió en 1978 una agrupación de música contemporánea denominado 'Aleatorio', para difundir a los compositores bolivianos, y fue constituida por José Luis Prudencio, Franz Terceros, Nicolás Suárez y Cergio Prudencio, todos egresados del Taller de Música de la Universidad Católica Boliviana.
La influencia de compositores y movimientos fuera de Bolivia también influyeron en la aparición de la OEIN, como el caso del compositor guatemalteco Joaquín Orellana, quien había integrado paisajes sonoros de su entorno local, junto con sonidos instrumentales y electrónicos, así como también sus creaciones de instrumentos que mezclan a las culturas indígenas con otros entornos acústicos.
Prudencio logra fundar la OEIN en 1986 de forma autónoma e independiente, logrando un ensamble que práctica las músicas tradicionales del altiplano boliviano, y también difunde música compuesta con lenguajes contemporáneos, pero sin distorsionar las características de los instrumentos aerófonos y de percusión que la integran.

### Fundación Cultural del Banco Central de Bolivia
En junio de 2016, Prudencio asumió la presidencia del Consejo de Administración de la Fundación Cultural del Banco Central de Bolivia, la cual comenzaría a operar a partir del 31 de octubre de 2017.  Renunció al puesto en marzo de 2020.

### Viceministro de Interculturalidad
Fue Viceministro de Interculturalidad de noviembre de 2020 a marzo de 2021 en el Ministerio de Culturas, Descolonización y Despatriarcalización, creado en el Gobierno de Luis Arce. El puesto de viceministro de Interculturalidad ya existía en el Ministerio de Culturas y Turismo que cerró la presidenta Yanine Añez el 4 de junio de 2020. El viceministro de Interculturalidad de noviembre de 2019 a junio de 2020 fue Pedro Chalco Mamani.

## Obra
Lista de obras:
- 1976 Gestación, cuarteto de cuerdas.
- 1978 Angustia, flauta y trompeta.
- 1978 Circunstancias, oboe, fagot, trompeta, corno, violín, chelo y contrabajo.
- 1978 Percepciones, 3 flautas y 3 violines.
- 1978 Perpetuidad, conjunto de percusión.
- 1980 La ciudad, instrumentos nativos.
- 1984 Música para el largometraje Los hermanos Cartagena de Paolo Agazzi.
- 1984 Música para el video documental Arqueología andina de Alfredo Ovando.
- 1985 Música para el video documental Arquitectura colonial de Alfredo Ovando.
- 1985/1986 Tríptica, siete charangos amplificados (cuatro ejecutantes).
- 1986 Awasqa, electroacústica.
- 1985/1987 Juegos imaginados, 2 percusionistas.
- 1987 Música para el documental El legado de nuestros dioses de Alfredo Ovando.
- 1987 Música para la obra teatral El zoológico de cristal de Tennessee Williams.
- 1988 Cantos de  piedra
- 1988 Música para el largometraje La nación clandestina de Jorge Sanjinés.
- 1990 Cantos de  tierra.
- 1990 Música para la obra teatral Las troyanas de Eurípides (en la versión de J.P. Sartre).
- 1990 Música  para el largometraje en video De lo que avino a Don Quijote.
- 1990 Música para la obra teatral La buena mujer de Chuquiago, versión libre de La buena alma de Sechuán de Bertolt Brecht.
- 1991 Música para el video de animación Pintemos el mundo de colores deAlfredo Ovando.
- 1992 Música para el corto de animación Paulina y el cóndor de Marisol Barragán.
- 1992  Música para el largometraje de video Khunuskiw (Nieva) deSilvia Rivera Cusicanqui.
- 1992 Música para el corto de animación en video El quirquincho músico de Alfredo Ovando.
- 1993 Música para el largometraje de video El último realista de Jean Claude Eiffel.
- 1993 Música para el cortometraje documental Los rostros de los Andes de Antonio Eguino.
- 1993 Música  para  el  largometraje  de  video  Qamasan  Warmi  (Mujer  valiente)  de  Liliana  de  la  Quintana.
- 1994 Solo, violín.
- 1994 Paisaje con habitantes, violín, chelo y contrabajo.Umbrales, piano.
- 1994 Los peregrinos,   instrumental   altiplánico,   más   trompeta,   guitarra   eléctrica,   electrónica,   percusión, voz femenina y barítono.
- 1994 Música para el largometraje Para recibir el canto de los pájaros de Jorge Sanjinés.
- 1994 Música para el video didáctico El partido debe continuar.
- 1994 Música para el largometraje Sayariy (¡Levántate!) de Mela Márquez.
- 1994 Música para el video de animación Vocabulario ecológico.
- 1994 Música para el videoclip Te cuento.
- 1995 Música para el video de animación Una guerra interior de Jesús Pérez.
- 1995 Música para el video de animación El bosque aún vive de Jesús Pérez.
- 1996 Cantos meridianos.
- 1996 Música para el video de animación En camino de Jesús Pérez.1996/1997 A la sombra de una higuera, 4 percusionistas.
- 1996 Música para la obra radial Diario de un destino.
- 1996 Música para el video de animación El lustrabotas de Jesús Pérez.
- 1998 Ámbitos, piano.
- 1998 Soledanza, flauta.
- 1998 Epicedia, guitarra.
- 1998 Uyariwaycheq (¡Escúchanos!), mezzosoprano (con registro amplio),  orquesta  de  sikus, 2 charangos, 2 wankaras, 2 bombos, 2 teponaztles, 4 tambores de agua. Texto de Enrique y Severo Ticona (Q’echua) y el Padrenuestro (latín).
- 1998 Música para el largometraje El día que murió el silencio de Paolo Agazzi.
- 1999 Cantos crepusculares.
- 1999 Deshoras, clarinete.
- 1999 Música para el cortomertraje Sueño en el cuarto rojo deSilvia Rivera Cusicanqui.
- 2000 Música para el video de animación Miteinander (Juntos) de Jesús Pérez.
- 2000 Música para el video de animación Meine, deine, unsere Welt (Mi mundo, tu mundo, nuestro mundo) de Jesús Pérez.
- 2000 Música para el video de animación Eine nasse Geschichte (Una historia húmeda) de  Jesús Pérez.
- 2000 Música para el video de animación Alles Banane (Todo banana) de Jesús Pérez.
- 2000 Música para el video de animación Das Spiel (El juego) de Jesús Pérez.
- 2000 Música para el video de animación Der Ton macht die Musik (Depende de cómo se diga) de Jesús Pérez.
- 2000 Música para la obra teatral La misión. Puesta en escena y dirección deAlexander Stillmark.
- 2000 Música coreográfica para La casa de fulano, electroacústica.
- 2001 Solar, flauta contralto.
- 2001 Horizontes, piano.
- 2001 Vértices, flauta bajo y guitarra.
- 2001 Abismales, conjunto (flautín, flauta, clarinete, percusión, piano, violín, viola, chelo, contrabajo).
- 2002/2010 Música para el largometraje restaurado Wara Wara (1930/2000) del cineasta y compositor boliviano José María Velasco Maidana.
- 2003 Sawuta Saltanakani (Tejido con figuras), dos pares de sikus, wankara y bombo del Oriente boliviano.
- 2003 La piedad, voz femenina, arpa y 2 percusionistas.
- 2003 Arcana, oboe.
- 2003 Música para la obra radial Emilia (libreto y dirección de César Brie).
- 2003 Música para el largometraje El atraco de Paolo Agazzi.
- 2004 La piedad, 2.ª versión, clarinete, arpa y  2 percusionistas.
- 2004 Lejanas lejanías, piano.
- 2004 Cercanas, flauta travesera de madera y voz femenina.
- 2004 Música para la obra teatral En un sol amarillo (Libro y dirección deCésar Brie).
- 2004 Música para el corto de animación ...Punkt & Striche (Punto y raya) de Jesús Pérez
- 2005 Titanias, siete piezas electroacústicas.
- 2005 Otra ciudad, exclusivamente para orquesta de sikus: tropa de sikus.
- 2006 Eriales, electroacústica.
- 2006 Figuraciones, tres piezas para piano: I. Sonerías. II. Cántico. III. Reflejos.
- 2006 Transfiguraciones, cuarteto de cuerdas.
- 2006 Esta distancia, violonchelo.
- 2006 Imagen de Puraduralubia en el abismo, voces elaboradas electrónicamente.
- 2006 El Sirpa, tambores indios y sikus.
- 2006 Música para el corto de animación Ich ... und die anderen (Yo... y los otros) de Jesús Pérez.
- 2006 Música para el corto Lecciones de democracia de Jesús Pérez.
- 2006 Música para el largometraje No le digas de Mela Márquez.
- 2007 Otras figuraciones (versión alternativa del segundo movimiento de Transfiguraciones).
- 2007 No te duermas, niño, voz femenina y piano. Texto de Cergio Prudencio.
- 2007/2009 Cantos ofertorios.
- 2008/2009 Seis movimientos en el horizonte, electroacústica.
- 2009 El alto nombre, orquesta sinfónica y cinta pregrabada.
- 2009 Música para el largometraje Zona Sur de Juan Carlos Valdivia.
- 2010 Rastros / Vestigios / Sombras, marimba.
- 2010 Música para el cortometraje de animación Der grosse Bruder (El hermano mayor) de Jesús Pérez.
- 2010 Música para el cortometraje de animación Ernesto de Jesús Pérez.
- 2011 No digas nada, clarinete bajo. Música para el largometraje Insurgentesde Jorge Sanjinés.Preludio y canon aparente, electroacústica.